# A Man of Sorrow
A Man of Sorrow er en amerikansk stumfilm fra 1916 af Oscar Apfel.

## Medvirkende
- William Farnum som Jack Hewlitt.
- Dorothy Bernard som Nancy Lendon / Jess Lendon.
- Willard Louis som Ben Chibbles.
- Mary Ruby som Polly Swirrup.
- Fred Huntley som Frederick Lendon.